# Храми Запоріжжя

## Християнство

### Католицизм

#### Римо-католицька церква
- Собор Бога Отця Милосердного
- Церква святого Отця Піо

#### Українська греко-католицька церква
- Церква святих Петра і Павла
- Парафія Матері Божої Неустанної Помочі
- Церква святого Володимира
- Храм святого Архистратига Михаїла (планується будівництво)[1]

### УПЦ (МП)
- Свято-Покровський кафедральний собор
- Свято-Андріївський кафедральний собор
- Храм Св. Косми і Даміана[2]
- Свято-Введенський храм[3]
- Каплиця Св. Пантелеймона[4]
- Храм-каплиця на честь Воскресіння Христа[5]
- Свято-Микільська церква[6]
- Свято-Єлисаветинський храм[7]
- Церква Святителя Луки[8]
- Церква Святих Петра і Февронії[9]
- Церква Іоанна Богослова[10]
- Свято-Нікольський храм[11]

### Православна церква України
- Кафедральний Собор Святої Трійці
- Свято-Троїцький кафедральний собор[12]
- Церква Святого Миколая[13]
- Преображенська церква[14]
- Церква Святителя Петра Могили[15]
- Церква Покрови Пресвятої Богородиці (Хортиця)
- Церква Архістратига Михаїла
- Храм святих первоверховних апостолів Петра і Павла

### Вірменська апостольська церква
- Вірменська церква "Сурб Аствацацiн"

### Протестантизм
- Церква «Дім Євангелія» (Баптизм)
- Церква «Спасіння» (П'ятидесятництво)
- Церква «Христос є відповідь» (П'ятидесятництво)
- Церква адвентистів сьомого дня
- Новоапостольська церква

### Інші конфесії християнства
- Свідки Єгови

## Іслам
- Мусульманська громада Духовного управління мусульман України (вул. Михайла Гончаренка, 29).
- Планується будівництво Соборної мечеті на вулиці Володимира Грищенка.[16]

## Юдаїзм
- Синагога кравців
- Гіймат-Роза

## Буддизм
- Буддійська ступа[17]

## Індуїзм
- Храм Крішни (Міжнародне Товариство Свідомості Крішни)